# 408
408 (CDVIII) je bilo prestopno leto, ki se je po julijanskem koledarju začelo na sredo.

## Dogodki
- Zahodni Goti (Vizigoti) vdrejo v Italijo.